# Piove luce
Piove luce è un singolo dei Tazenda, il primo estratto dal loro album dal vivo Il nostro canto - Live in Sardinia, pubblicato l'8 maggio 2009.
Il brano vede la partecipazione di Gianluca Grignani.

## Video musicale
Il video ufficiale realizzato per il singolo, diretto da Carlo Tosi e prodotto da Matteo Costantini, è stato girato in Sardegna.

## Tracce
1. Piove luce (feat. Gianluca Grignani) – 3:46

## Classifiche
| Classifica (2009) | Posizione massima |
| ----------------- | ----------------- |
| Italia (airplay)  | 51                |